# Comanthera giuliettiae
Comanthera giuliettiae är en gräsväxtart som beskrevs av L.R.Parra. Comanthera giuliettiae ingår i släktet Comanthera, och familjen Eriocaulaceae. Inga underarter finns listade i Catalogue of Life.